# Georges Casolari
Georges Casolari (ur. 5 maja 1941 w Nicei, zm. 7 października 2012) – francuski piłkarz, występujący na pozycji obrońcy.
Z zespołem AS Monaco dwukrotnie zdobył mistrzostwo Francji (1961, 1963) i jeden raz puchar tego kraju (1963). W latach 1963–1964 rozegrał 3 mecze w reprezentacji Francji.